# Diophantische Gleichung
In der algebraischen Zahlentheorie ist eine diophantische Gleichung eine Gleichung der Form
{\displaystyle f(x_{1},x_{2},x_{3},\dotsc ,x_{n})=0},
wobei {\displaystyle f} eine gegebene Polynomfunktion mit ganzzahligen Koeffizienten ist und nur ganzzahlige Lösungen für {\displaystyle (x_{1},x_{2},x_{3},\dotsc ,x_{n})} gesucht werden. Diese Gleichungen sind nach dem griechischen Mathematiker Diophantos von Alexandria (um 250) benannt.
Gleichungen dieser Art ergeben sich, wenn Teilbarkeitsfragen beantwortet werden sollen, wenn es sich um Probleme der Kongruenzarithmetik handelt oder wenn bei Problemen in der Praxis nur ganzzahlige Lösungen sinnvoll sind, z. B. für die Stückzahlverteilung bei der Herstellung von mehreren Produkten.
Neben diophantischen Gleichungen gibt es noch diophantische Ungleichungen {\displaystyle f(x_{1},x_{2},x_{3},\dotsc ,x_{n})\leq 0}, die in der ganzzahligen linearen Optimierung Anwendung finden, und diophantische Approximationen {\displaystyle f(x_{1},x_{2},x_{3},\dotsc ,x_{n})\approx 0}, die in der Theorie der Kettenbrüche eine Rolle spielen bzw. mit dieser verbunden sind.

## Diophantische Gleichungen

### Hintergründe
Diophantische Gleichungen sind algebraische Gleichungen, für die nur ganzzahlige Lösungen gesucht werden.
Oft, aber nicht immer, sind auch die Koeffizienten der Gleichung ganzzahlig.
Meistens sind diophantische Gleichungen unterbestimmte Gleichungssysteme mit mehr Variablen als Gleichungen.
Üblich ist eine Gleichung mit mindestens zwei Variablen. Über den reellen oder komplexen Zahlen beschreiben sie algebraische Kurven (oder andere geometrische Formen), deren Geometrie mit der Frage der Existenz und Konstruktion von ganzzahligen Lösungen eng zusammenhängt. Das wird in der „arithmetischen Geometrie“ behandelt, einer Überschneidung von algebraischer Geometrie und Zahlentheorie. Das wichtigste Beispiel sind elliptische Kurven, deren verborgene Gruppenstruktur (Torus-Geometrie der zugehörigen Riemannschen Fläche) sich auch auf die ganzzahligen Punkte überträgt.
Diophantische Gleichungen sind sehr beliebt als Knobelaufgaben oder als Aufgaben für Mathematikolympiaden, da es keinen generischen Lösungsweg gibt und die Lösung oft erhebliche Kreativität erfordert. Gleichzeitig sieht man aber diophantischen Gleichungen im Allgemeinen nicht an, ob sie mit „elementaren“ Methoden lösbar sind oder ob dahinter eine tiefliegende Theorie steckt, die – wie bei der Großen Fermatschen Vermutung – jahrhundertelang eine Lösung unmöglich machten.

### Beispiele
- Die lineare Gleichung {\displaystyle 6a+4b=40\ } mit {\displaystyle \ a,b\in \mathbb {N} }.

Eine Möglichkeit, die Gleichung zu lösen, ist, mit {\displaystyle a=b=0} zu starten, was {\displaystyle 6a+4b=0} ergibt.
Man kann nun {\displaystyle a} bis auf 6 vergrößern und erhält {\displaystyle 6\cdot 6+4\cdot 0=36}, was noch {\displaystyle 4} übrig lässt bis zur {\displaystyle 40}.
Das erlaubt noch ein {\displaystyle b} von 1. Das ergibt durch Probieren als eine Lösung {\displaystyle (a,\ b)} das Paar {\displaystyle (6,\ 1)}.
Weiterhin gilt {\displaystyle \operatorname {kgV} (6,\ 4)=12}, d. h., man kann {\displaystyle a} um {\displaystyle 2} verringern und kann das durch ein Erhöhen von {\displaystyle b} um {\displaystyle 3} exakt kompensieren. Dadurch kommt man zu weiteren Lösungen wie {\displaystyle (4,\ 4)} und {\displaystyle (2,\ 7)}.
- Die lineare Gleichung {\displaystyle 25a+19b+12c=140\ } mit {\displaystyle \ a,b,c\in \mathbb {N} }.

Obwohl mit drei Variablen und nur einer Gleichung deutlich unterbestimmt, gibt es als sogar eindeutige Lösung {\displaystyle (a,b,c)} das Tripel {\displaystyle (1,1,8)}.
Es stellt eine klassische kaufmännische Aufgabe dar:
Ein Grieche hat 140 Drachmen, ein lebendes Schwein kostet 25 Drachmen, ein lebendes Schaf 19 Drachmen und eine lebende Ziege 12 Drachmen. Das Geld muss aufgebraucht werden, was kann man unter dieser Maßgabe überhaupt kaufen?
Darf Geld übrigbleiben, handelt es sich um eine diophantische Ungleichung.
- Die quadratische Gleichung {\displaystyle a^{2}+b^{2}=17} mit {\displaystyle \ a,b\in \mathbb {Z} }.

Die 8 Lösungen sind {\displaystyle (\pm 4,\pm 1)} und {\displaystyle (\pm 1,\pm 4)} und sind die Punkte eines Kreises mit dem Radius {\displaystyle r={\sqrt {17}}} und dem Mittelpunkt {\displaystyle (0,0)}, die gerade auf den ganzzahligen Gitterpunkten liegen. Die Lösungsmenge der algebraischen Gleichung ist der gesamte Kreisrand.
- Die quadratische Gleichung {\displaystyle a^{2}-b=0} hat als Lösungen {\displaystyle (a,b)} die unendlich vielen Zahlenpaare

{\displaystyle \ldots ,\ (-3,9),\ (-2,4),\ (-1,1),\ (0,0),\ (1,1),\ (2,4),\ (3,9),\ \ldots };  allgemein: {\displaystyle (a,b)=\left(k,k^{2}\right)} mit {\displaystyle k\in \mathbb {Z} }.
- Die Gleichung 6. Grades {\displaystyle a^{2}+b^{4}+c^{6}=n\in \mathbb {N} ^{+}}

{\displaystyle n=149} hat als Lösung {\displaystyle (a,b,c)} das Tripel {\displaystyle (2,3,2)},
{\displaystyle n=148} hat keine Lösung und
{\displaystyle n=146} hat die vier Lösungen {\displaystyle (1,3,2),\ (8,3,1),\ (9,1,2),\ (12,1,1)},  für {\displaystyle n=282281} gibt es sogar 8 Lösungen.
- Die lineare Gleichung {\displaystyle 3a-4=0} besitzt keine Lösung, weil 4 nicht durch 3 teilbar ist und es daher keine ganze Zahl gibt, deren Dreifaches 4 ergibt.
- {\displaystyle 2^{a}+2^{b}-n!=0} ist keine diophantische Gleichung, da die verwendeten Funktionen {\displaystyle 2^{k}} und {\displaystyle k!} keine Potenzfunktionen darstellen (sondern Exponential und Fakultät). In der Literatur bezeichnet man allerdings solche Gleichungen auch als diophantische Gleichungen.

### Weiteres
- Man kann diophantische Gleichungen für die Gaußschen Zahlen verallgemeinern. Für lineare Gleichungen sind die gleichen Lösungsansätze wie für ganze Zahlen nutzbar, da der euklidische Algorithmus für Gaußsche Zahlen erweiterbar ist. Entsprechend kann man diophantische Gleichungen für andere algebraische Zahlkörper betrachten. Dort wird dann nach einer Lösung im Ring der ganzen Zahlen des Zahlkörpers gesucht.[1]
- Eine diophantische Gleichung ist ein Spezialfall eines diophantischen Gleichungssystems.

Beispiel für ein diophantisches Gleichungssystem:
{\displaystyle a+b=3(c+d)}
{\displaystyle a+c=4(b+d)}
{\displaystyle a+d=5(b+c)}
mit {\displaystyle \ a,b,c,d\in \mathbb {N} ^{+}}. Lösungen {\displaystyle (a,\ b,\ c,\ d)} haben die Form {\displaystyle (83n,\ 7n,\ 13n,\ 17n)}.

## Lineare diophantische Gleichung
Diophantische Gleichungen, in denen keine höheren als erste Potenzen der Unbekannten vorkommen, nennt man linear. Für sie gibt es Algorithmen, mit deren Hilfe man stets nach endlich vielen Schritten alle Lösungen findet.

## Berühmte diophantische Gleichungen
Berühmte diophantische Gleichungen sind alle nichtlineare diophantische Gleichungen, die sich (bis auf die Pythagoreischen Tripel) schlecht bis überhaupt nicht generisch lösen lassen, was deren Reiz ausmacht.

Kleinstes Tripel

### Pythagoreische Tripela2+b2=c2
Die unendlich vielen ganzzahligen Lösungen von {\displaystyle a^{2}+b^{2}=c^{2}} nennt man pythagoreische Tripel. Man findet sie durch den Ansatz
{\displaystyle a=m^{2}-n^{2}}
{\displaystyle b=2mn}
{\displaystyle c=m^{2}+n^{2}}
mit {\displaystyle m,\ n\neq 0\in \mathbb {Z} }. Neben {\displaystyle a^{2}+b^{2}=c^{2}} sind auch {\displaystyle (Na)^{2}+(Nb)^{2}=(Nc)^{2}} mit {\displaystyle N\in \mathbb {N} ^{+}} immer Lösungen.
Pythagoreische Tripel stellen neben linearen diophantischen Gleichungen eines der ältesten Beispiele dar, zum Beispiel auf babylonischen Keilschrifttafeln aus dem 2. Jahrtausend v. Chr.

### Fermats letzter Satzan+bn=cnmitn>2
Wenn man obige Gleichung zu {\displaystyle a^{n}+b^{n}=c^{n}} verallgemeinert, erhält man eine diophantische Gleichung vom Grad {\displaystyle n}. Als Fermats letzten Satz bezeichnet man die von Pierre de Fermat vor 400 Jahren aufgestellte Behauptung, dass sie für {\displaystyle n>2} keine ganzzahlige Lösung besitzt (außer den trivialen Lösungen, bei denen eine der Zahlen {\displaystyle 0} ist), was erst 1994 von Andrew Wiles bewiesen wurde. Dahinter steckt die Taniyama-Shimura-Vermutung, die heute vollständig bewiesen ist und nach der alle elliptischen Kurven über den rationalen Zahlen modular sind (eine ganzzahlige Lösung der Fermatgleichungen hätte auf eine Ausnahme geführt).
Den Fall {\displaystyle n=4} löste schon Fermat mit der von ihm eingeführten Methode des unendlichen Abstiegs, die auch bei der Frage der Lösbarkeit anderer diophantischer Gleichungen Anwendung fand, aber, wie sich bald herausstellte, keine universell anwendbare Methode war.
Die unbewiesene abc-Vermutung macht allgemeine Aussagen über Lösungstripel diophantischer Gleichungen der Form {\displaystyle a+b=c} (dabei seien {\displaystyle a,b,c} positive ganze Zahlen und teilerfremd) und schränkt deren mögliche Lösungen ein, indem sie eine obere Schranke für {\displaystyle c} in Abhängigkeit von der gemeinsamen multiplikativen Struktur (Primfaktorzusammensetzung) von {\displaystyle a,b,c} liefert. Die Vermutung nimmt eine zentrale Stellung in der Zahlentheorie und speziell der Theorie diophantischer Gleichungen ein, da viele bekannte Sätze, auch die Lösung der großen Fermatvermutung, daraus folgen.

### Eulersche Vermutung für n=4:a4+b4+c4=d4
Leonhard Euler vermutete (obwohl er {\displaystyle 158^{4}+59^{4}=133^{4}+134^{4}} fand), dass es für
{\displaystyle a^{4}+b^{4}+c^{4}=d^{4}}
keine ganzzahligen Lösung gibt. Euler irrte, es fanden sich aber erst 1987, 1988 und 1997 folgende Lösungen:
{\displaystyle \ \ 20615673^{4}=2682440^{4}+15365639^{4}+18796760^{4}},
{\displaystyle \ \ \ \ \ \ 422481^{4}=95800^{4}+217519^{4}+414560^{4}\qquad \qquad \qquad } sowie
{\displaystyle 638523249^{4}=630662624^{4}+275156240^{4}+219076465^{4}}.

#### Für n≥5

Dreiecks- und Quadratzahl 36

Übrigens wurde schon 1966 für {\displaystyle n=5},  d. h. für {\displaystyle a^{5}+b^{5}+c^{5}+d^{5}=e^{5}} mit 
{\displaystyle \ \ \ \ 144^{5}=27^{5}+84^{5}+110^{5}+133^{5}}
eine Lösung gefunden. Weitere Lösungen sind
{\displaystyle 14132^{5}=(-220)^{5}+5027^{5}+6237^{5}+14068^{5}},
{\displaystyle 85359^{5}=55^{5}+3183^{5}+28969^{5}+85282^{5}},
{\displaystyle \ \ \quad 72^{5}=19^{5}+43^{5}+46^{5}+47^{5}+67^{5}},
{\displaystyle \ \ \quad 94^{5}=21^{5}+23^{5}+37^{5}+79^{5}+84^{5}} und
{\displaystyle \quad 107^{5}=7^{5}+43^{5}+57^{5}+80^{5}+100^{5}}.
Für {\displaystyle n=6} ist keine Lösungen bekannt.
Für {\displaystyle n=7} und {\displaystyle n=8} wurden folgende Lösungen gefunden:
{\displaystyle \ \ 568^{7}=127^{7}+258^{7}+266^{7}+413^{7}+430^{7}+439^{7}+525^{7}}
{\displaystyle 1409^{8}=90^{8}+223^{8}+478^{8}+524^{8}+748^{8}+1088^{8}+1190^{8}+1324^{8}}

### Quadrat-Dreieckszahlena∕2·(a−1)=b2
Zahlen, die gleichzeitig Quadrat- wie Dreieckszahlen sind, nennt man Quadrat-Dreieckszahlen. Die unendlich lange Reihe von Lösungen beginnt mit den trivialen Lösungen 0 und 1 und setzt sich fort mit 36, 1225, 41616, 1413721 …

### Summe dreier Kubikzahlen a^{3} + b^{3} + c^{3} = n

Lösungen der Gleichung a^{3}+b^{3}+c^{3}=n

### Summe dreier Kubikzahlena3+b3+c3=n
Für ein gegebenes {\displaystyle n\in \mathbb {Z} } sind gesucht {\displaystyle a,b,c\in \mathbb {Z} }, sodass {\displaystyle a^{3}+b^{3}+c^{3}=n} gilt.
Für {\displaystyle n=9k\pm 4} existieren keine Lösungen, für {\displaystyle n=9k\pm 0\ldots 3} existieren mutmaßlich Lösungen.
Dies ist aber nicht sicher bekannt, genauso wie nicht bekannt ist, wie viele Lösungen es für ein gegebenes {\displaystyle n} gibt.
Beispiele für jeweils kleinste Lösungen:
{\displaystyle 42=12602123297335631^{3}+80435758145817515^{3}+(-80538738812075974)^{3}}
{\displaystyle 43=2^{3}+2^{3}+3^{3}}

### Pellsche Gleichunga2−n b2=1
Neben den linearen diophantischen Gleichungen ist die sogenannte Pellsche Gleichung
{\displaystyle a^{2}-n\cdot b^{2}=1}
besonders wichtig, wobei für ein gegebenes natürliches {\displaystyle n} zunächst das kleinste Wertepaar
{\displaystyle (a,b)} zu suchen ist, aus dem sich dann alle anderen Paare leicht finden lassen. Wenn {\displaystyle n} eine Quadratzahl ist, hat diese Gleichung nur die trivialen Lösungen {\displaystyle (a,b)=(\pm 1,\ 0)}, ansonsten hat sie unendlich viele Lösungen. Die Auflösung der Pellschen Gleichung ist gleichbedeutend mit dem Aufsuchen der Einheiten im Ring der algebraisch ganzen Zahlen des quadratischen Zahlkörpers {\displaystyle \mathbb {Q} ({\sqrt {n}})}, der aus dem rationalen Zahlkörper {\displaystyle \mathbb {Q} } durch Adjunktion einer Quadratwurzel aus {\displaystyle n} entsteht.

### Summe dreier Quotientena∕b+c+b∕c+a+c∕a+b=n
Für ein gegebenes {\displaystyle n\in \mathbb {N} ^{+}} sind gesucht {\displaystyle a,\ b,\ c\in \mathbb {N} ^{+}}, sodass
{\displaystyle {\frac {a}{b+c}}+{\frac {b}{a+c}}+{\frac {c}{a+b}}=n}
gilt.
Die Gleichung hat Lösungen für gerade {\displaystyle n=2k}, für ungerade {\displaystyle n=2k+1} existieren keine Lösungen.
Für {\displaystyle n=2} ist die kleinste Lösung mit
{\displaystyle a=1,\ b=1,\ c=3\quad \longrightarrow \quad {\frac {1}{1+3}}+{\frac {1}{1+3}}+{\frac {3}{1+1}}={\frac {1}{4}}+{\frac {1}{4}}+{\frac {3}{2}}=2}
einfach zu finden. Was aber so harmlos daherkommt, entpuppt sich schon für {\displaystyle n=4} als Zahlenmonster. Dafür lautet die kleinste Lösung:
{\displaystyle a=4373612677928697257861252602371390152816537558161613618621437993378423467772036}
{\displaystyle b=36875131794129999827197811565225474825492979968971970996283137471637224634055579}
{\displaystyle c=154476802108746166441951315019919837485664325669565431700026634898253202035277999}
Für {\displaystyle n=16} findet man die Lösung hier.

Für {\displaystyle n=178} hat die kleinste Lösung knapp 400 Millionen Dezimalstellen.
Interessant ist, dass man im Gegensatz zu den Kubensummen die Werte ausrechnen kann.

### Verallgemeinerte Catalansche Vermutung ap−bq=n
Gesucht sind zwei beliebige ganzzahlige Potenzen, die sich um n voneinander unterscheiden. Für {\displaystyle n=1} existiert genau eine Lösung ({\displaystyle 3^{2}-2^{3}=1}), was 1844 von Eugène Charles Catalan explizit vermutet wurde und 2002 von Preda Mihăilescu bewiesen wurde.

Archimedes’ Rinderproblem

### Weitere bekannte diophantische Gleichungen
- Erdős-Moser-Gleichung
- Erdős-Straus-Vermutung
- Fermat-Catalan-Vermutung
- Pythagoreisches Quadrupel
- Ramanujan-Nagell-Gleichung
- Rinderproblem des Archimedes
- Taxicab-Zahl
- Waringsches Problem

## Einige allgemeine Lösungsmethoden und Endlichkeitssätze für Klassen diophantischer Gleichungen
Axel Thue zeigte 1908, dass die Gleichung
{\displaystyle f(x,y)=c}
mit einer irreduziblen Form {\displaystyle f(x,y)} vom Grad größer oder gleich 3 in zwei Variablen und einer ganzen Zahl {\displaystyle c} nur endlich viele Lösungen hat (solche Gleichungen werden Thue-Gleichungen genannt). Das baute auf seinen Abschätzungen algebraischer Zahlen durch rationale auf (solche Untersuchungen werden diophantische Approximationen genannt) und ist nicht effektiv (das heißt, man erhält daraus kein Lösungsverfahren). Für den Grad 2 gilt der Satz nicht, das zeigt schon die Pellsche Gleichung mit unendlich vielen Lösungen.
Alan Baker gab 1968 eine effektive obere Grenze für die Lösungen von Thue-Gleichungen mit seiner Methode der linearen Formen in Logarithmen algebraischer Zahlen, ein effizienter Algorithmus zu ihrer Lösung wurde 1989 durch De Weger und Tzanakis angegeben.
1929 bewies Carl Ludwig Siegel, dass für Gleichungen, die algebraische Kurven vom topologische Geschlecht {\displaystyle g>0} beschreiben, nur endlich viele ganzzahlige Lösungen existieren. Auch dieser Beweis war nicht-effektiv und benutzte diophantische Approximationen. Betrachtet man statt der ganzen Zahlen den Körper der rationalen Zahlen und Kurven des Geschlechts {\displaystyle g\geq 2}, entspricht der Satz von Siegel der Vermutung von Mordell.
1938 fand Thoralf Skolem eine ziemlich allgemeine Lösungsmethode für diophantische Gleichungen der Form {\displaystyle P(x_{1},\dotsc ,x_{n})=0} mit einem irreduziblen Polynom {\displaystyle P}, das in einer Erweiterung des Körpers der rationalen Zahlen in {\displaystyle m>n} Faktoren zerfällt und eine weitere Zusatzbedingung erfüllt. Darunter fällt auch Thues Gleichung für den Fall, dass nicht alle Wurzeln von {\displaystyle f(x,1)=0} reell sind. Skolems Methode beruht auf p-adischer Analysis (lokale Methode) und nicht auf diophantischen Approximationen wie Thues Methode.
Bei manchen Klassen diophantischer Gleichungen kann auf die Lösbarkeit in rationalen Zahlen aus der Lösbarkeit aus deren Vervollständigungen, den reellen und p-adischen Zahlen, geschlossen werden. Allgemein vom lokalen Fall auf den globalen Fall, weshalb dies auch Lokal-Global-Prinzip genannt wird (Helmut Hasse). Das ist aber nicht bei allen diophantischen Gleichungen so.

## Hilberts zehntes Problem
Im Jahr 1900 stellte David Hilbert das Problem der Entscheidbarkeit der Lösbarkeit einer diophantischen Gleichung als zehntes Problem seiner berühmten Liste von 23 mathematischen Problemen vor. 1970 bewies Juri Wladimirowitsch Matijassewitsch, dass die Lösbarkeit diophantischer Gleichungen unentscheidbar ist, es also keinen allgemeinen Algorithmus geben kann, der zu einer beliebigen diophantischen Gleichung feststellt, ob sie lösbar oder unlösbar ist. Wichtige Vorarbeiten dazu leisteten Martin Davis, Hilary Putnam und Julia Robinson. Von Davis (1953) stammt die Formulierung als Problem über diophantische Mengen und die Vermutung, dass diese identisch mit den rekursiv aufzählbaren Mengen sind, deren Beweis das 10. Hilbertproblem löste.
Eine diophantische Menge {\displaystyle M} ist eine Menge von {\displaystyle n}-Tupeln positiver ganzer Zahlen {\displaystyle x=(x_{1},\dotsc ,x_{n})}, die eine Polynomgleichung
{\displaystyle P(x_{1},\dotsc ,x_{n},a_{1},\dotsc ,a_{m})=0}
erfüllen mit den ebenfalls positiven ganzzahligen Parametern {\displaystyle a_{1},\dotsc ,a_{m}}:
{\displaystyle M=\{x\mid \exists a_{1},\dotsc ,a_{m}\colon P(x,a_{1},\dotsc ,a_{m})=0\}}
Zum Beispiel bilden die zusammengesetzten Zahlen eine diophantische Menge (das Polynom ist dann {\displaystyle x-(a+1)\,(b+1)} mit den Parametern {\displaystyle a,b}), ebenfalls die positiven geraden Zahlen (Polynom {\displaystyle x-2\cdot a}). Man kann zur Definition auch Systeme von Polynomgleichungen {\displaystyle P_{i}=0} verwenden, denn diese lassen sich über {\displaystyle \sum _{i}P_{i}^{2}=0} auf den Fall einer einzigen Gleichung zurückführen. Entsprechend sind diophantische Funktionen {\displaystyle y=f(x_{1},\dotsc ,x_{n})} durch die diophantischen Mengen {\displaystyle M=\{y,x_{1},\dotsc ,x_{n}\}} gegeben. Putnam zeigte 1960, dass jede diophantische Menge natürlicher Zahlen sich als Wertemenge in den natürlichen Zahlen eines ganzzahligen Polynoms darstellen lässt.
Es ist manchmal schwierig zu zeigen, dass eine Menge diophantisch ist.
Dies gilt zum Beispiel im Gegensatz zu den zusammengesetzten Zahlen für die Menge der Primzahlen.
Denn das Komplement einer diophantischen Menge muss nach Martin Davis nicht diophantisch sein,
bei den Potenzen von 2 und den Werten der Faktoriellen {\displaystyle n!}.
Julia Robinson scheiterte zunächst daran zu zeigen, dass {\displaystyle \{(a,b,c)\mid a=b^{c}\}} diophantisch ist. Sie zeigte aber, dass dies folgen würde, wenn man eine diophantische Menge mit exponentiellem Wachstum finden könnte, das heißt solche Mengen, in deren definierender Gleichung eine der Variablen als Exponent auftaucht. Genauer bedeutet dies, dass gilt (Hypothese von Julia Robinson):
Es gibt eine diophantische Menge {\displaystyle D}, sodass gilt:
- Aus {\displaystyle u,v\in D} folgt {\displaystyle v\leq u^{u}}.
- Für beliebiges positives {\displaystyle k} gibt es {\displaystyle u,v\in D} mit {\displaystyle v>u^{k}}.

Diophantische Mengen sind per definitionem rekursiv aufzählbar (es gibt einen Algorithmus, der bei Input aus dieser Menge stoppt).
Zusammen mit Davis und Putnam zeigte Robinson, dass die rekursiv aufzählbaren Mengen genau die exponentiellen diophantischen Mengen sind und der Satz
„Jede rekursiv aufzählbare Menge ist diophantisch“
folgen würde, wenn man die Existenz einer exponentiell wachsenden diophantischen Menge beweisen könnte (für die die Hypothese von Julia Robinson zutrifft). Das gelang 1970 Matijassewitsch mit Hilfe von Fibonacci-Zahlen, einer exponentiell wachsenden Folge natürlicher Zahlen. Sein Beispiel bestand aus zehn polynomialen Gleichungen mit 15 Unbekannten.
Da es nach der Berechenbarkeitstheorie rekursiv aufzählbare Mengen gibt, die nicht entscheidbar sind (nach einem Argument basierend auf Cantor-Diagonalisierung wie beim Halteproblem), folgt, dass Hilberts zehntes Problem nicht lösbar ist.
Da die Primzahlen rekursiv aufzählbar sind, folgt außerdem, dass es eine diophantische Gleichung gibt, deren Lösung aus allen Primzahlen und nur aus diesen besteht.
Seit Thoralf Skolem war bekannt, dass sich alle diophantischen Gleichungen auf solche vierten oder kleineren Grades zurückführen lassen. Matijassewitsch gelang es außerdem zu zeigen, dass für die Darstellung diophantischer Mengen Polynome in neun und weniger Unbekannten ausreichen.
In Verbindung mit Gödels Unvollständigkeitsresultaten folgt auch, dass es in jedem Axiomensystem der Arithmetik diophantische Gleichungen gibt, die keine Lösung haben, was sich aber nicht innerhalb des Axiomensystems beweisen lässt.